# فازانگ
فازانگ (چینی: 法藏؛ ۶۴۳–۷۱۲ میلادی) یک دانشمند، مترجم و رهبر مذهبی چینی-سُغدی در دوران دودمان تانگ بود. او سومین پیشوای مکتب هوآیان در بودیسم شرق آسیا، از شخصیت‌های کلیدی در دربار امپراتوری چین، و یکی از فیلسوفان برجستهٔ بودایی به‌شمار می‌رفت. برخی پژوهشگران او را مهم‌ترین چهره یا حتی بنیان‌گذار واقعی مکتب هوآیان می‌دانند.
تبار فازانگ از مردمان ایرانی‌تبار سُغد، یکی از مراکز مهم تجارت در جادهٔ ابریشم، بود، اما او در پایتخت تانگ، چانگ‌آن (امروزه شی‌آن) به دنیا آمد. خانوادهٔ او با فرهنگ چینی سازگار شده بودند.
فازانگ به‌عنوان مترجمی توانمند و آشنا به زبان سانسکریت شهرت داشت و در تهیهٔ ترجمهٔ جدیدی از نسخهٔ گستردهٔ سوترای گاṇḍاویوها نقش داشت. او همچنین یک تفسیر مستقل بر سوترای گل‌آرایی نوشت که با نام «ثبت پژوهش در اسرار سوترای هوآیان» (Huayan jing tanxuan ji) شناخته می‌شود. فازانگ از طریق ارتباط با شهبانو وو زتیان و نگارش چندین مقاله دربارهٔ فلسفهٔ هوآیان، از جمله «مقالهٔ شیر طلایی»، به ترویج و گسترش این مکتب پرداخت.

## زندگی اولیه
اطلاعات کمی دربارهٔ اوایل زندگی فازانگ در دست است. خانوادهٔ او از سغدیان ساکن در محله‌ای سغدی‌نشین در چانگ‌آن بودند. پدرش، کانگ می، در دربار تانگ مقامی رسمی داشت، اما دربارهٔ مادرش اطلاعات دقیقی وجود ندارد. در برخی منابع چینی آمده که او پس از دیدن خوابی که در آن پرتوهای خورشید را می‌بلعید، باردار شد. گفته می‌شود که خانوادهٔ پدری فازانگ ثروتمند بودند، که این امر احتمالاً به پدرش کمک کرد تا در میان اشراف چینی جایگاهی پیدا کند. با این حال، منابع تاریخی دربارهٔ اصالت دقیق خانوادگی او اطلاعات متناقضی ارائه می‌دهند.
در مقابل، استادان و شاگردان فازانگ در منابع تاریخی بهتر ثبت شده‌اند. ژی‌یَن (Zhiyan) استاد اصلی او بود و داوچِنگ و بائوچِن نیز تأثیر زیادی بر او داشتند. فازانگ شاگردان بسیاری داشت، اما منابع فقط از چهار شاگرد اصلی او نام برده‌اند: هوِی‌شیاو، خوای‌جی، هوِی‌ژائو و از همه مشهورتر اویسانگ، که بعدها مکتب هوآئوم را در کره بنیان گذاشت. علاوه بر این، فازانگ احتمالاً شاگردان متعددی از جمله راهبه‌ای به نام فاچِنگ، دو شاگرد کره‌ای دیگر و یک زندگینامه‌نویس چینی به نام چیانلی داشته است.
فازانگ از نوجوانی به آیین بودایی علاقه داشت. در پانزده‌سالگی، او انگشت خود را در برابر استوپای آیوانگ شلیتا (که استخوان انگشت بودا را در خود جای داده بود) سوزاند. این کار در آن زمان نوعی آیین مذهبی رایج بود.
با این حال، او پس از جست‌وجو در چانگ‌آن نتوانست استادی مناسب بیابد، بنابراین به کوه ژونگنان رفت و در آنجا به مطالعهٔ سوتره‌های مهایانه، به‌ویژه سوترای گل‌آرایی (Avatamsaka) پرداخت. او همچنین برخی آیین‌های دائویی مانند نوشیدن اکسیرهای گیاهی را تمرین کرد.
پس از چندین سال گوشه‌نشینی و با شنیدن خبر بیماری والدینش، به چانگ‌آن بازگشت. در آنجا، با استادش ژی‌یَن آشنا شد و به دلیل دانش وسیعش دربارهٔ سوترای گل‌آرایی او را تحت تأثیر قرار داد. فازانگ حدود ۶۶۳ میلادی به‌عنوان شاگرد غیررسمی نزد ژی‌یَن رفت، اما همچنان سفرهای زیادی انجام می‌داد و نزد او ساکن نشد.
پیش از درگذشت ژی‌یَن در ۶۶۸ میلادی، او از دو استاد آیین وینایا، داوچِنگ و بائوچِن، خواست که از فازانگ حمایت کنند. پس از آن، داوچنگ به‌عنوان یکی از مدیران معبد تازه‌ساخت تای‌یوانسی در چانگ‌آن منصوب شد. فازانگ نیز برای ادامهٔ زندگی خود، در همین معبد به راهبان بودایی پیوست.
برخی منابع قدیمی ادعا کرده‌اند که فازانگ بیش از حد شایستهٔ دریافت سوگندهای بوداسفانه (Bodhisattva Precepts) بوده یا اینکه مراسم راهبان شدن او به‌طور معجزه‌آسایی انجام شده است. اما در واقع، این گزارش‌ها تلاش‌هایی برای توجیه نبود شواهدی از انجام یک آیین رسمی برای ورود او به راهبگی هستند.

## ۶۷۰–۷۰۰ میلادی
پس از ۶۷۰ میلادی، فازانگ پس از پیوستن به راهبان، بین کوه ژونگنان (در معابد ووجنسی و ژی‌شیانگسی) و تای‌یوانسی در پایتخت دررفت‌وآمد بود. او در این دوره به تدریس سوترای گل‌آرایی پرداخت. از ۶۸۰ تا ۶۸۷ میلادی، با راهب هندی دیواکارا در ترجمهٔ متون هندی به چینی همکاری کرد.
در سال‌های ۶۸۸–۶۸۹ میلادی، امپراتریس وو زتیان (که در آن زمان هنوز نایب‌السلطنه بود) به فازانگ دستور داد که در لوئویانگ یک تریبون بلند برای تدریس سوترای گل‌آرایی و محل بودی‌ماندا برای هشت گروه شنوندگان بسازد. این اقدام باعث ترویج گستردهٔ آموزه‌های هوآیان شد و همچنین رابطهٔ فازانگ با امپراتریس را مستحکم‌تر کرد.
در این دوره، فازانگ با مترجم بودایی دیگری به نام دِوِندراپراجنیا همکاری کرد و همچنان با شاگردش اویسانگ (بنیان‌گذار مکتب هوآئوم در کره) در ارتباط بود. این مکاتبات نه‌تنها علاقهٔ عمیق او به شاگردش را نشان می‌دهند، بلکه نگاهی نادر به رابطهٔ دوستانهٔ یک استاد و شاگرد در سنت بودایی ارائه می‌کنند.
با تأسیس دودمان ژو توسط امپراتریس وو در ۶۹۰ میلادی، فازانگ به تدریس سوترای گل‌آرایی ادامه داد و به سفرهای متعددی پرداخت. او همچنین با کاهنان دائویی مناظره کرد. با این حال، در مقطعی (بین ۶۹۴ تا مه ۶۹۵ میلادی)، به جنوب چین تبعید شد، اما در اوت ۶۹۵ میلادی دوباره بازگشت.
در همان سال، نسخهٔ جدید سوترای گل‌آرایی که توسط تیم ترجمهٔ شیکشاناندا انجام شده بود، منتشر شد و طی مراسمی جشن گرفته شد. فازانگ سپس به تدریس این سوتره پرداخت. در یکی از این جلسات در حدود ۷۰۰ میلادی، در هنگام سخنرانی او زلزله‌ای رخ داد که این رویداد به‌عنوان نشانه‌ای مبارک تلقی شد.
در سال ۶۹۷ میلادی، فازانگ در سرکوب شورش خیتان‌ها نقشی مهم ایفا کرد. او مراسم آیینی بودایی برگزار کرد تا به ارتش چین در پیروزی کمک کند. این اقدام رابطهٔ او را با امپراتریس وو محکم‌تر کرد و موفقیت در جنگ موج جدیدی از علاقه به بودیسم در دربار را برانگیخت.
برخی منابع اشاره کرده‌اند که فازانگ احتمالاً از نسخهٔ زوانزانگ از دعاهای بودایی (Dhāraṇī) مربوط به آوالوکیته‌سورا، که شامل اذکار اسرارآمیز برای دفع دشمنان بود، استفاده کرد تا ارتش چین را تقویت کند.

## ۷۰۰–۷۱۳ میلادی

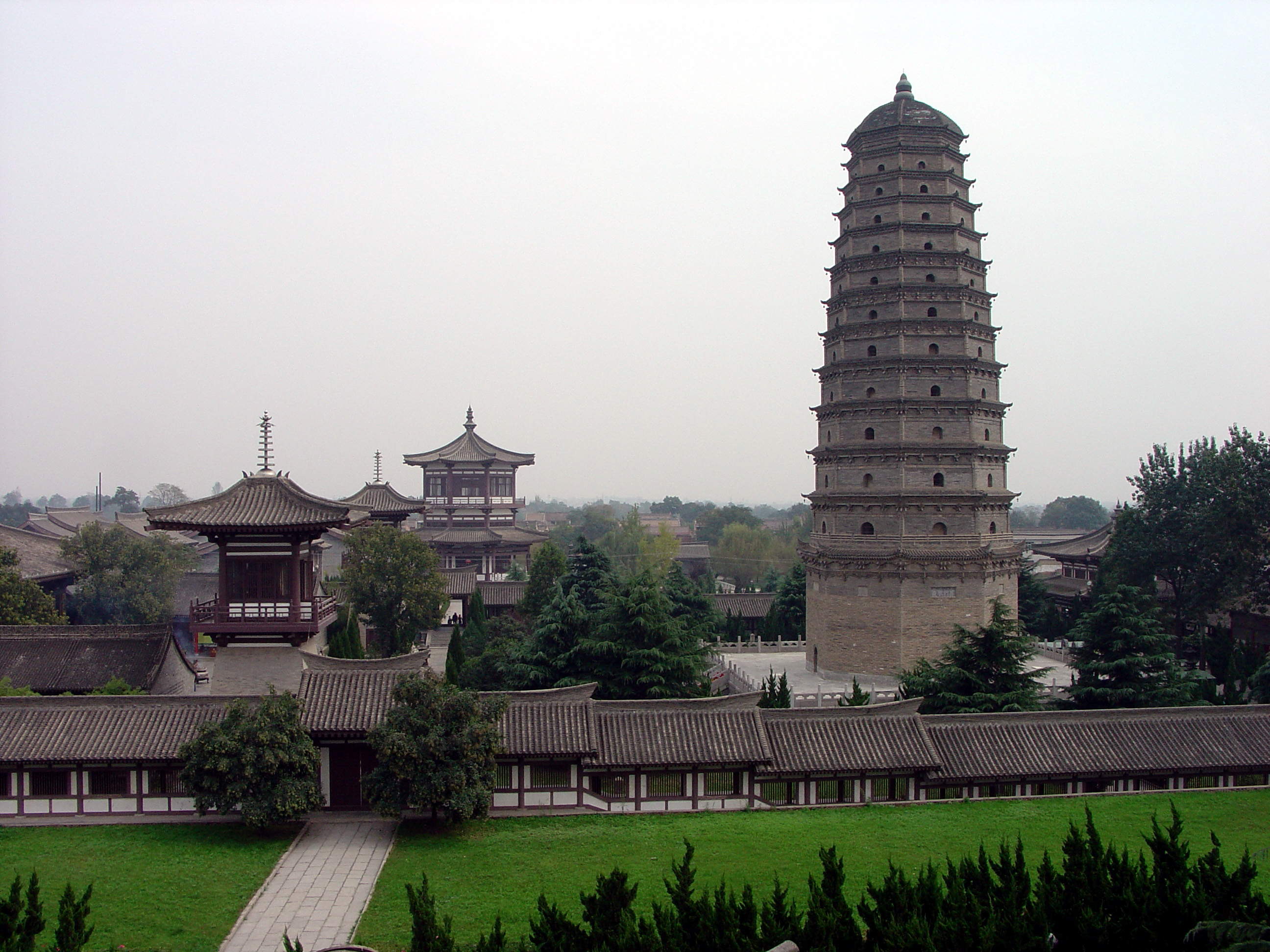
معبد فامن

قرن هشتم میلادی شاهد تحولات و ناآرامی‌های سیاسی بسیاری بود. بین سال‌های ۷۰۰ تا ۷۰۵ میلادی، فازانگ به دستور امپراتریس وو به فعالیت‌های ترجمه‌ای خود ادامه داد. او با تیم ترجمهٔ شیکشاناندا همکاری کرد تا نسخه‌ای جدید از سوترای لانکاواتارا را تهیه کند که در سال ۷۰۴ میلادی تکمیل شد.
در این دوره، گفته می‌شود که فازانگ به معبد فامن سفر کرد تا یک یادگار مقدس بودایی را بازیابد که گفته می‌شد خاصیت شفابخشی دارد. در آنجا، آیین‌های نیایش متعددی پیرامون این یادگار برگزار شد. پس از کناره‌گیری وو زتیان از قدرت به دلیل کشمکش‌های سیاسی، لی شیان دوباره به تخت نشست و فازانگ وفاداری خود را به او اعلام کرد. همچنین، در جریان یک شورش سیاسی، فازانگ با ارائهٔ اطلاعات مهم به امپراتور، به سرکوب آن کمک کرد. در نتیجه، در سال ۷۰۵ میلادی، ژونگ زونگ او را به مقام افتخاری رتبهٔ پنجم ارتقا داد و یک معبد نیز به افتخار او (Shengshansi) بازسازی شد.
در سال ۷۰۶ میلادی، فازانگ به تیم ترجمهٔ بودیروچی پیوست تا بر روی سوترای ماهاراتناکوتا (Da Baoji jing) کار کند. این پروژه برای سال‌ها مرکز فعالیت‌های علمی او بود و تا پس از درگذشتش در ۷۱۳ میلادی تکمیل نشد.

### معجزهٔ باران و نفوذ دربار
در سال‌های ۷۰۸ تا ۷۰۹ میلادی، خشکسالی شدیدی در مناطق اطراف پایتخت رخ داد. فازانگ به فرمان امپراتور، آیین‌های مذهبی لازم را برای درخواست باران اجرا کرد. به گفتهٔ منابع تاریخی، در روز هفتم، باران شدیدی شروع به باریدن کرد و ده شبانه‌روز ادامه یافت، که موجب خشنودی ژونگ زونگ شد. به نظر می‌رسد که فازانگ در این مراسم از دُهرانی مهاپراتیسارا (رقص باران) که در متون بودایی ذکر شده، استفاده کرده است.

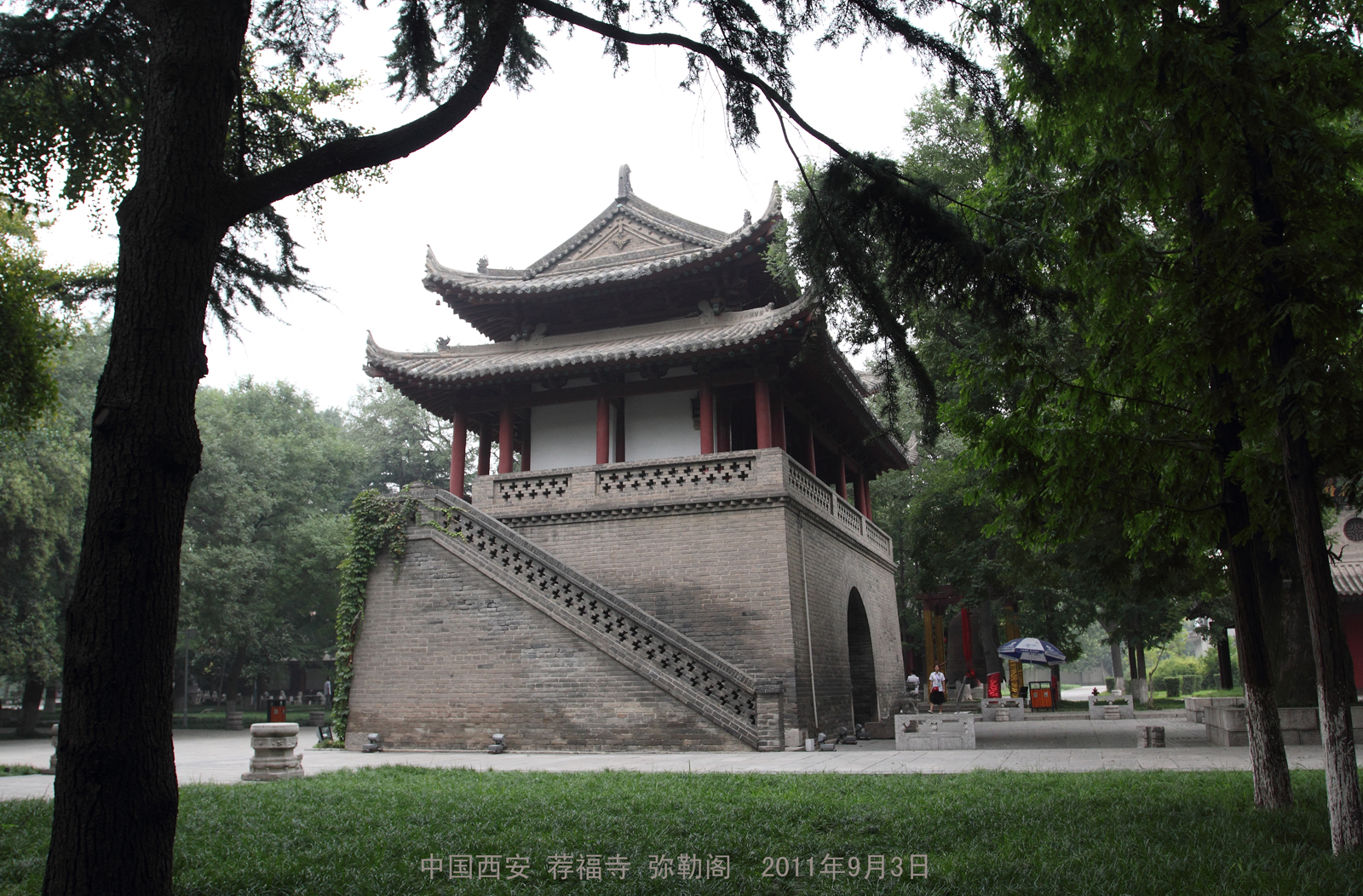
معبد جیانفو، شی‌آن

در سال‌های پایانی زندگی، فازانگ حمایت بیشتری از سوی دربار دریافت کرد و به گسترش معابد بودایی هوآیان در چانگ‌آن، لوئویانگ، وو و یُوئه (ژجیانگ و جیانگسو) کمک کرد. بنا بر گزارش‌های زندگینامه‌نویس او، چوی چی‌وون، در این دوره تعداد انجمن‌های مطالعهٔ سوترای گل‌آرایی که توسط غیرراهبان بودایی برگزار می‌شد، از ده هزار فراتر رفت.
فازانگ در ۱۶ دسامبر ۷۱۲ میلادی (در سن ۶۹ سالگی) در معبد بزرگ جیانفو درگذشت. امپراتور رویزونگ با اهدای کمک مالی سخاوتمندانه‌ای به یاد او، به احترامش ادای دین کرد. فازانگ در جنوب معبد هوآیانسی، در دشت شن‌هه به خاک سپرده شد.

## تأثیرات و میراث فازانگ
بزرگ‌ترین تأثیر فازانگ بر شاگرد برجسته‌اش، اویسانگ (۶۲۵–۷۰۲) بود که بعدها مکتب هوآیان کره‌ای را تأسیس کرد. رابطهٔ او و اویسانگ به‌خوبی ثبت شده و نشان‌دهندهٔ دوستی عمیق و مکاتبات مداوم آنها در طول زندگی‌شان است. فازانگ همچنین تأثیر زیادی بر یکی دیگر از شاگردان کره‌ای خود، سیمسانگ (ژاپنی: شین‌جو) داشت. سیمسانگ تعالیم هوآیان را به ژاپن منتقل کرد و استاد روبن (۶۸۹–۷۷۳) بود که بعدها مکتب کِگون (نسخهٔ ژاپنی هوآیان) را بنیان نهاد.
یکی از بزرگ‌ترین دستاوردهای فازانگ در گسترش بودیسم هوآیان در چین، ترجمهٔ سوترای گل‌آرایی (Avatamsaka sutra) بود. او در این پروژه با اساتید هندی و چینی متعددی همکاری کرد و تفسیری مهم بر این سوتره نوشت. تعالیم سوترای گل‌آرایی از طریق سخنرانی‌های گسترده و همچنین رابطهٔ نزدیک فازانگ با وو زتیان و درباریان ترویج شد، که در نهایت به ساخت و گسترش معابد هوآیان در چانگ‌آن، وو و یُوئه منجر شد.
فازانگ همچنین نقش مهمی در بهبود و ترویج فناوری چاپ چوبی (چاپ چوبی) ایفا کرد و از این روش برای چاپ متون بودایی استفاده کرد. در واقع، قدیمی‌ترین متن چاپ چوبی دارای تاریخ ثبت‌شده، نسخه‌ای از سوترای دُهرانی بود که توسط فازانگ در سال ۷۰۴ میلادی ترجمه شد. این نسخه در معبد پولگوکسا در کره کشف شده است.